# Navarra Suma
Navarra Suma (NA+) fue una coalición electoral española de ámbito navarro integrada por los partidos políticos Unión del Pueblo Navarro, Ciudadanos y Partido Popular de Navarra para concurrir por la circunscripción de Navarra a las elecciones generales de España de abril y noviembre de 2019, así como a las elecciones al Parlamento de Navarra y a las elecciones municipales del mismo año.

## Historia

### Antecedentes
En las elecciones al Parlamento de Navarra de 2015 el partido político Ciudadanos obtuvo el 2,96 % de los votos, quedándose a solo cuatro centésimas de la barrera electoral del 3% fijada en la legislación electoral navarra para lograr escaño. De haber llegado al 3 % habría arrebatado un escaño a la coalición nacionalista vasca Geroa Bai, e impedido que la líder de esta formación, Uxue Barkos, sumara los 26 escaños necesarios, de un total de 50, para convertirse en presidenta de Navarra.
Del mismo modo, en las elecciones municipales al Ayuntamiento de Pamplona de 2015 tanto Ciudadanos como el Partido Popular tuvieron resultados por debajo de la barrera electoral fijada para esas elecciones, sumando entre los dos casi un 7,5 % de votos que no se transformaron en escaño. Ese hecho ocasionó que el candidato de Euskal Herria Bildu, Joseba Asiron, pese a no ser el de la lista más votada, se convirtiera en alcalde de Pamplona con una ajustada mayoría de 14 concejales a favor y 13 en contra.
El recuerdo de aquellos dos hechos hizo que, ante las nuevas convocatorias electorales a celebrar en 2019, se lanzaran iniciativas para que la fragmentación del voto conservador no vasquista en Navarra beneficiara al nacionalismo vasco como en 2015.

#### Acuerdo UPN-PP
En este contexto, a comienzos de 2019 las direcciones de UPN y el Partido Popular de Navarra acordaron presentarse juntos a las elecciones generales de España, y también a las autonómicas y municipales. El acuerdo fue sometido a votación del Consejo Político de UPN el 2 de marzo de 2019, que aprobó la propuesta de la dirección con un 72 % de los votos. El acuerdo suponía que las dos formaciones se presentarían juntas a unas elecciones municipales y forales por primera vez desde 2008, fecha en la que se rompió el pacto político y electoral que unía a ambas formaciones desde 1991. Recordando lo ocurrido en 2015, Javier Esparza, presidente de UPN, defendió el acuerdo para unir fuerzas contra el nacionalismo vasco. El acuerdo precisaba que el PP respetaría el régimen foral y apoyaría la supresión de la Disposición transitoria cuarta de la Constitución Española, que abre la puerta a la unión de Navarra con el País Vasco.

### Creación de Navarra Suma
A los pocos días de cerrado el pacto con el Partido Popular y para maximizar las posibilidades del voto derechista en Navarra, la dirección de UPN propuso acudir a las elecciones en coalición con Ciudadanos, constituyendo para ello una plataforma electoral común. El  11 de marzo de 2019 el Consejo Político de UPN aprobó la coalición con un 94 % de votos favorables. UPN vetó expresamente integrar a Vox en la coalición.
El 20 de marzo de 2019, UPN y Ciudadanos hicieron público que el nombre de la coalición sería Navarra Suma y sus siglas NA+, presentando sus listas y logotipo. Según el acuerdo alcanzado entre los dos partidos, UPN y Ciudadanos se repartirían los puestos en las listas electorales. Por el acuerdo previo alcanzado con el PP, UPN se comprometió a ceder algunos de los puestos que le correspondiesen a candidatos del PP.
En el caso de la lista electoral al Congreso de los Diputados se acordó que los tres primeros puestos y el quinto fueran designados por UPN (que cedería de ellos los puestos 3º y 5º a candidatos del PP por el acuerdo previo entre los dos partidos), en tanto que la cuarta plaza sería designada por Ciudadanos. En el caso de la lista electoral al Senado, UPN designaría a dos candidatos, cediendo uno de ellos al PP, y Ciudadanos elegiría a otro.

### Elecciones generales, autonómicas y municipales de 2019
En las elecciones generales de España de abril de 2019, la coalición Navarra Suma se alzó como la formación política más votada en Navarra. En el caso de la elección al Congreso, Navarra Suma alcanzó el 29,32 % de los votos, 7 puntos menos que lo obtenido por separado por los partidos integrantes de la coalición en las elecciones generales de 2016. Estos resultados le permitieron obtener dos diputados y convertir a Navarra en una de las doce únicas circunscripciones, de las 52 existentes, en las que el PSOE no quedó en primera posición. En el caso del Senado, la coalición Navarra Suma consiguió que salieran elegidos senadores sus tres candidatos, derrotando de esta manera a Cambio-Aldaketa, la candidatura conjunta presentada por el nacionalismo vasco en Navarra, que perdió el único senador con el que contaba.
En las elecciones al Parlamento de Navarra de 2019, Navarra Suma resultó la fuerza vencedora alcanzando el 36,57 % de los votos, aumentando en 4 puntos el volumen de voto alcanzado por separado por los partidos de la coalición en las elecciones de 2015. Ese resultado le supuso obtener 20 escaños. Pese a esta victoria, el acuerdo de gobierno firmado entre PSN, Geroa Bai, Podemos e Izquierda-Ezkerra para elegir presidenta de Navarra a María Chivite, hizo que Navarra Suma quedara relegada a la oposición.
En las elecciones municipales de 2019, Navarra Suma resultó ganadora en el cómputo global de votos con un 30,67 % de los votos, incrementando en 3 puntos el porcentaje obtenido por separado por sus partidos en 2015, lo que le permitió obtener 298 concejales en los distintos ayuntamientos de Navarra. Estos resultados posibilitaron a Navarra Suma hacerse con las alcaldías de los cinco ayuntamientos más poblados de Navarra, arrebatando a EH Bildu las alcaldías de Pamplona, Barañáin, Estella y Burlada, a Geroa Bai la de Valle de Egües y desbancando por mayoría absoluta de la alcaldía de Tudela a Izquierda-Ezkerra. Sin embargo, en 2020, Estella volvió a ser gobernada por EH Bildu después de que prosperase una moción de censura.
En las elecciones generales de noviembre de 2019, celebradas apenas seis meses después de las anteriores generales, Navarra Suma revalidó su posición como fuerza política más votada en Navarra. Obtuvo los mismos dos diputados y tres senadores que en las elecciones precedentes y, aunque perdió algo menos de 9000 votos (-8 % respecto al anterior resultado) al Congreso, obtuvo un muy leve ascenso en términos porcentuales (del 29,62 % en noviembre al 29,32 % en abril).

### Extensión del ejemplo de Navarra Suma
El éxito electoral alcanzado por la coalición Navarra Suma en los comicios de 2019 hizo que algunos líderes políticos propusieran formar coaliciones similares a Navarra Suma en otros puntos de España, pero no prosperaron. Solamente se ha repetido esta coalición en las elecciones al Parlamento Vasco de 2020 con el nombre de PP+Cs.

## Partidos integrantes
Navarra Suma está integrada por los siguientes partidos políticos:
| Partido | Partido                  | Presidente          |
| ------- | ------------------------ | ------------------- |
|         | Unión del Pueblo Navarro | Javier Esparza      |
|         | Ciudadanos               | Carlos Pérez-Nievas |
|         | Partido Popular          | Ana Beltrán         |

## Resultados electorales

### Elecciones generales
| Comicios | C/S | Cabeza de lista | Votos                                      | Votos                   | %     | Escaños en Navarra | Nota                              |
| -------- | --- | --------------- | ------------------------------------------ | ----------------------- | ----- | ------------------ | --------------------------------- |
| Nov 2019 | C   | Sergio Sayas    | 98 448                                     | 98 448                  | 0,41% | 2/5                | 2 de UPN                          |
| Nov 2019 | S   | Ruth Goñi       | 306 115                                    | 306 115                 | 1,26% | 3/4                | 1 de PP 1 de Cs 1 del UPN         |
| Nov 2019 | S   | Ruth Goñi       | Amelia Salanueva Ruth Goñi Alberto Catalán | 103 292 101 868 100 955 | 1,26% | 3/4                | 1 de PP 1 de Cs 1 del UPN         |
| Abr 2019 | C   | Sergio Sayas    | 107 124                                    | 107 124                 | 0,41% | 2/5                | 2 de UPN. Ahora en el Grupo Mixto |
| Abr 2019 | S   | Ruth Goñi       | 322 030                                    | 322 030                 | 0,46% | 3/4                | 1 de Cs 1 de UPN 1 del PP         |
| Abr 2019 | S   | Ruth Goñi       | Ruth Goñi Alberto Catalán Amelia Salanueva | 110 323 107 796 107 186 | 0,46% | 3/4                | 1 de Cs 1 de UPN 1 del PP         |

### Elecciones al Parlamento de Navarra
En las elecciones al Parlamento de Navarra de 2019 la coalición Navarra Suma obtuvo 20 diputados, que conforme al orden de su lista proclamada correspondieron a 15 de Unión del Pueblo Navarro, 3 de Ciudadanos y 2 del Partido Popular de Navarra.
| Año  | Cabeza de lista     | Votos   | %      | Escaños | Nota            |
| ---- | ------------------- | ------- | ------ | ------- | --------------- |
| 2019 | José Javier Esparza | 127 346 | 36,57% | 20/50   | 15/20 3/20 2/20 |

### Elecciones municipales en Navarra
| Año  | Votos   | %      | Concejales |
| ---- | ------- | ------ | ---------- |
| 2019 | 104 846 | 30,53% | 298/1996   |

Estos son los resultados obtenidos por la coalición en las elecciones municipales celebradas en aquellos municipios con población superior a 10 000 habitantes:
| Municipio      | Votos  | %      | Concejales | Posición |
| -------------- | ------ | ------ | ---------- | -------- |
| Pamplona       | 43 643 | 40,6 % | 13/27      | 1º       |
| Tudela         | 7 765  | 44,8 % | 11/21      | 1º       |
| Valle de Egüés | 3 807  | 37,9 % | 9/21       | 1º       |
| Barañáin       | 3 803  | 34,5 % | 8/21       | 1º       |
| Estella        | 2 530  | 35,6 % | 7/17       | 1º       |
| Burlada        | 2 504  | 26,7 % | 5/17       | 1º       |
| Zizur Mayor    | 2 690  | 31,9 % | 6/17       | 1º       |
| Aranguren      | 1 456  | 24,4 % | 4/17       | 2º       |
| Berriozar      | 973    | 21,7 % | 4/17       | 2º       |
| Tafalla        | 1 485  | 25,0 % | 5/17       | 1º       |
| Villava        | 1 310  | 25,0 % | 4/17       | 2º       |
| Ansoáin        | 713    | 12,8 % | 2/17       | 4º       |